# Epacanthion oliffi
Epacanthion oliffi is een rondwormensoort uit de familie van de Thoracostomopsidae. De wetenschappelijke naam van de soort is voor het eerst geldig gepubliceerd in 1966 door Inglis.